# Warszawski Okręg Wojskowy (Imperium Rosyjskie)

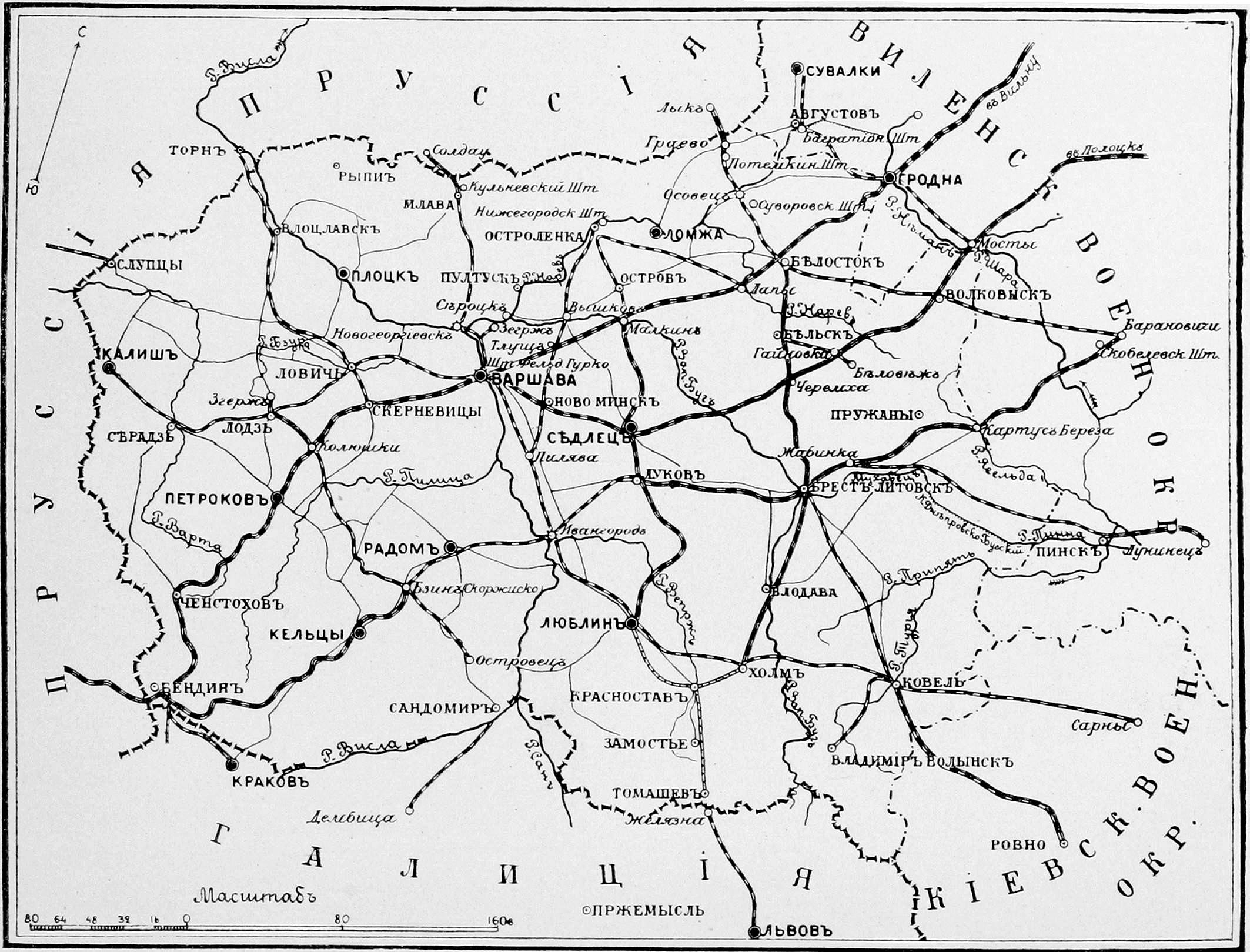
Warszawski Okręg Wojskowy Imperium Rosyjskiego

Warszawski Okręg Wojskowy (ros. Варшавский военный округ) - jeden z okręgów wojskowych Imperium Rosyjskiego .
Generał-gubernator warszawski był dowódcą rosyjskich wojsk Warszawskiego Okręgu Wojskowego, który obejmował wszystkie gubernie Królestwa Polskiego, z wyjątkiem guberni suwalskiej, a także sąsiadujące z Królestwem powiaty guberni wołyńskiej i grodzieńskiej (bez Grodna). Był bezpośrednio odpowiedzialny przed carem. Miał wyjątkowo rozległe kompetencje – mógł karać śmiercią mieszkańców Kongresówki bez procesu sądowego. Mógł wydawać tzw. postanowienia obowiązujące z mocą ustaw, które mogły zawieszać obowiązywanie niektórych praw. Wydawał pismo Варшавский военный вестник.
Na początku XX wieku w skład Warszawskiego Okręgu Wojskowego wchodziło pięć korpusów armijnych, dwa korpusy kawaleryjskie, oddziały gwardii oraz załogi twierdz, w sile 250 000 żołnierzy i 7000 oficerów.
W 1914 po wycofaniu się z Warszawy utworzono Miński Okręg Wojskowy.

## Korpusy armijne Warszawskiego Okręgu Wojskowego /pocz. XX wieku/
- 6 Korpus Armijny
- 14 Korpus Armijny
- 15 Korpus Armijny
- 19 Korpus Armijny
- 23 Korpus Armijny